# Roberto Muñiz
Roberto Muñiz (Yauco, 11 giugno 1980) è un pallavolista portoricano.
Gioca nei ruoli di centrale, schiacciatore e opposto nei Capitanes de Arecibo.

## Carriera
La carriera di Roberto Muñiz inizia quando all'età di sedici anni entra a far parte dei Leones de Ponce, formazione della Liga Superior portoricana con la quale gioca per sedici annate, nel corso delle quali entra anche a far parte della nazionale portoricana, vincendo nel 2006 la medaglia d'oro ai XX Giochi centramericani e caraibici, nel 2007 d'argento alla Coppa Panamericana 2007 ed al campionato nordamericano, mentre nel 2010 si aggiudica il bronzo alla Coppa Panamericana 2010 e l'oro ai XXI Giochi centramericani e caraibici.
Nella stagione 2012-13 cambia per la prima volta maglia, ingaggiato dai Capitanes de Arecibo, neonata franchigia con la quale vince due volte lo scudetto; con la nazionale vince la medaglia d'argento ai XXII Giochi centramericani e caraibici. In seguito alla mancata iscrizione della sua franchigia, nel campionato 2016-17 difende i colori dei Caribes de San Sebastián. Nel campionato seguente fa ritorno ai Capitanes de Arecibo.

## Palmarès

### Club
- Campionato portoricano: 2

2012-13, 2014

### Nazionale (competizioni minori)
- Giochi centramericani e caraibici 2006
- Coppa Panamericana 2007
- Coppa Panamericana 2010
- Giochi centramericani e caraibici 2010
- Giochi centramericani e caraibici 2014

### Premi individuali
- 2005 - Liga Superior portoricana: All-Star Team
- 2014 - Liga Superior portoricana: All-Star Team